# Canton de Dieppe-Est
Le canton de Dieppe-Est est une ancienne division administrative française située dans le département de la Seine-Maritime et la région Haute-Normandie.

## Histoire
- À l'origine préexiste le canton de Dieppe.
- De 1833 à 1848, les cantons de Dieppe et d'Offranville avaient le même conseiller général. Le nombre de conseillers généraux était limité à 30 par département[1].

## Représentation

### Conseillers généraux de l'ancien canton de Dieppe (de 1833 à 1982)
| Période          | Période      | Identité                          | Étiquette                  | Qualité |
| ---------------- | ------------ | --------------------------------- | -------------------------- | --- |
| 1833             | 1836         | Comte Alexandre d'Haubersart      | Conservateur               | Pair de France (1824-1848) Maire de Derchigny (1831-1848)                                                                                              |
| 1836             | 1845         | Eléonor Nell Suzanne de Bréauté   |                            | Propriétaire à La Chapelle-du-Bourgay Physicien et astronome à Rouen Président du comice agricole de Dieppe                                            |
| 1845             | 1848         | Pierre Capperon                   |                            | Avocat, juge, adjoint au maire de Dieppe |
| 1848             | 1855         | Eléonor Nell Suzanne de Bréauté   |                            | Propriétaire à La Chapelle-du-Bourgay Physicien et astronome à Rouen Président du comice agricole de Dieppe                                            |
| 1855             | 1858         | Jean-Baptiste Cécille             | Bonapartiste               | Vice-amiral Député (1848-1851), Sénateur (1852-1870)                                                                                                   |
| 1858             | 1864         | Jacques Napoléon Leclerc-Lefebvre | Bonapartiste               | Maire de Dieppe (1855-1867) |
| 1864             | 1871         | Ferdinand Osmont (1836-1909)      |                            | Avocat, propriétaire, banquier à Dieppe |
| 1871             | 1891 (décès) | Auguste Trouard-Riolle            | Union républicaine         | Avocat et avoué Député (1879-1889) Maire de Hautot-sur-Mer                                                                                             |
| 1891             | 1895         | Raoul Le Bourgeois                | Droite                     | Industriel, président de la chambre de commerce de Dieppe Maire de Cailleville                                                                         |
| 1895             | 1906 (décès) | Charles Delarue                   | Républicain rallié         | Agent de change, courtier maritime, conseiller municipal de Dieppe                                                                                     |
| 1907             | 1913         | Fernand Robbe                     | Rad.                       | Négociant en charbons et fabricant d'huiles à Dieppe Adjoint au Maire de Dieppe, conseiller d'arrondissement                                           |
| 1913             | 1925         | Fernand Maurice de Meur           | URD                        | Avocat & conseiller municipal de Dieppe |
| 1925             | 1927 (décès) | Maurice Thoumyre                  | RG                         | Avocat et industriel Maire de Dieppe (1925-1927) |
| 1927             | 1929 (décès) | Bénoni Ropert                     | Concentration républicaine | Antiquaire, adjoint au Maire de Dieppe |
| 1929             | 1940         | Henri Richard (1901-1978)         | Union nationale PPF        | Agent d'assurances, conseiller d'arrondissement Maire de Dieppe en 1943                                                                                |
|                  |              |                                   |                            | |
| 1945             | 1958         | Pierre-Charles Biez               | Rad. puis RPF puis Rad.    | Avoué, ancien conseiller d'arrondissement Maire de Dieppe (1944-1951 et 1953-1957)                                                                     |
| 1958             | 1964         | Étienne Gueirard                  | Rad.                       | Ingénieur adjoint des travaux publics de l'Etat Maire de Dieppe (1957-1965)                                                                            |
| 1964             | 1969 (décès) | Léon Rogé                         | PCF                        | Professeur d'Education Physique Sénateur (1968-1969) Conseiller municipal de Dieppe (1953-1965)                                                        |
| 30 novembre 1969 | 1982         | Irénée Bourgois                   | PCF                        | Secrétaire général de l’Union Locale CGT Dieppe puis Maire de Dieppe de 1971 à 1989 puis Député (1978-1981) Elu en 1982 dans le Canton de Dieppe-Ouest |

### Conseillers d'arrondissement (de 1833 à 1940)
Le canton de Dieppe avait deux conseillers d'arrondissement à partir de 1852.
| Période                                  | Période      | Identité                                              | Étiquette                       | Qualité |
| ---------------------------------------- | ------------ | ----------------------------------------------------- | ------------------------------- | --- |
| 1833                                     | 1839         | François Alexandre Binet (1765-1844)                  |                                 | Propriétaire, maire de Dieppe (1830-1837)                                                                                 |
| 1839                                     | 1848         | David Deslandes (1781-1849)                           | Constitutionnel                 | Maire de Dieppe (1837-1846)                                                                                               |
| 1848                                     | 1852 (décès) | Pierre-François Morel fils                            |                                 | Maire de Dieppe (1848-1852), Président du Conseil d'arrondissement                                                        |
| 1852                                     | 1858         | Sénateur Lefebvre (1807-1875)                         | Bonapartiste                    | Principal du collège de Dieppe                                                                                            |
| 1852                                     | 1869 (décès) | Casimir Antoine Paul Sellier (1797-1869)              | Bonapartiste                    | Maire de Dieppe (1852-1855)                                                                                               |
| 1858                                     | 1871         | Armand Le Bourgeois                                   | Centre droit                    | Avocat, maire de Dieppe (1867-1870), député (1871-1879)                                                                   |
| 1869                                     | 1876 (décès) | Jacques Cruzel                                        |                                 | Fabricant de papier à Dieppe                                                                                              |
| 1871                                     | 1877         | Léon Delarue (1824-1894)                              | Monarchiste                     | Courtier maritime, Dieppe                                                                                                 |
| 1877                                     | 1883         | Albert Réville                                        | Républicain                     | Pasteur à Luneray puis à Rotterdam et à Dieppe, Professeur d'histoire des religions au Collège de France                  |
| 1877                                     | 1889         | Jules Martin                                          | Républicain                     | Membre de la Société centrale d'horticulture, Dieppe                                                                      |
| 1883                                     | 1889         | Émile Lebon (1826-1891)                               | Républicain                     | Industriel en gaz d'éclairage, conseiller municipal de Dieppe                                                             |
| 1889                                     | 1894 (décès) | Léon Delarue                                          | Monarchiste                     | Courtier maritime, Dieppe                                                                                                 |
| 1889                                     | 1896 (décès) | Étienne-François Rimbert (1824-1896)                  | Républicain                     | Marchand de vin, maire de Dieppe (1884-1896)                                                                              |
| 1895                                     | 1907         | Fernand Robbe (1851-1915)                             | Républicain ministériel         | Négociant en huiles et charbon, adjoint au maire de Dieppe                                                                |
| 1896                                     | 1922         | Fernand Rimbert (1869-1940, fils de François Rimbert) | Républicain ministériel puis RG | Marchand de vin à Dieppe                                                                                                  |
| 1907                                     | 1919         | Albert Le Bel                                         |                                 | Maire de Neuville-lès-Dieppe                                                                                              |
| 1919                                     | 1922 (décès) | Gustave Lavieuville (1854-1922)                       | RG                              | Principal de collège puis Directeur de l'École d'hydrographie, Dieppe                                                     |
| 1922                                     | 1924 (décès) | Louis Joseph Élisée Azœuf (1867-1924)                 | Républicain                     | Notaire à Dieppe |
| 1924                                     | 1929         | Henri Richard                                         | Union nationale                 | Agent d'assurances, conseiller municipal de Dieppe                                                                        |
| 1928                                     | 1934         | Pierre-Charles Biez (1890-1972)                       | Rad.                            | Avoué à Dieppe |
| 1931                                     | 1934         | Adolphe Bauval                                        | Union nationale                 | Maire de Neuville-lès-Dieppe                                                                                              |
| 1934                                     | 1940         | René Levasseur                                        | Union nationale                 | Militaire, juge puis Président du Tribunal de commerce Maire de Dieppe (1935-1944), Président du Conseil d'arrondissement |
| 1934                                     | 1940         | Fernand Robbe                                         | Union nationale                 | Agent général d'assurances à Dieppe                                                                                       |
| 1940                                     |              |                                                       |                                 | Les conseils d'arrondissement ont été suspendus par la loi du 12 octobre 1940 et n'ont jamais été réactivés               |
| Les données manquantes sont à compléter. |              |                                                       |                                 | |

### Canton de Dieppe-Est (1982 à 2015)
Le canton de Dieppe-Est a été créé en 1982 (Décret no 82-97 du 27 janvier 1982), en même temps que le canton de Dieppe-Ouest.
| Période | Période | Identité            | Étiquette    | Qualité                                                                   |
| ------- | ------- | ------------------- | ------------ | ------------------------------------------------------------------------- |
| 1982    | 1985    | Christian Cuvilliez | PCF          | Enseignant, maire de Neuville-lès-Dieppe puis maire de Dieppe (1989-2001) |
| 1985    | 2004    | Daniel Lefèvre      | RPR puis UMP | Cadre, maire de Grèges depuis 1977                                        |
| 2004    | 2015    | Sandrine Hurel      | PS           | Assistante parlementaire de Henri Weber, députée de 2007 à 2015           |

En 2015, à la suite d'un nouveau découpage territorial de la Seine-Maritime, le canton de Dieppe-Est a été supprimé. L'actuel canton de Dieppe-2 est formé principalement de communes des anciens cantons de Dieppe-Est (à l'exception d'Arques-la-Bataille) mais aussi d'Offranville (1 commune), d'Envermeu (29 communes) et d'Eu (1 commune) ainsi que d'une fraction de la commune de Dieppe.

## Composition
Le canton de Dieppe-Est regroupait 8 communes et comptait 19 555 habitants (recensement de 1999 sans doubles comptes).
| Communes           | Population (2012) | Code postal | Code Insee |
| ------------------ | ----------------- | ----------- | ---------- |
| Ancourt            | 681               | 76370       | 76008      |
| Belleville-sur-Mer | 632               | 76370       | 76073      |
| Berneval-le-Grand  | 1 047             | 76370       | 76081      |
| Bracquemont        | 830               | 76370       | 76137      |
| Derchigny          | 416               | 76370       | 76215      |
| Dieppe             | 13 876 (1)        | 76200       | 76217      |
| Grèges             | 742               | 76370       | 76324      |
| Martin-Église      | 1 331             | 76370       | 76414      |

(1) fraction de commune.

## Démographie
| 1962 | 1968 | 1975 | 1982 | 1990   | 1999   | 2009 |
| ---- | ---- | ---- | ---- | ------ | ------ | ---- |
| -    | -    | -    | -    | 19 336 | 19 555 | -    |